# Sphyrna gilberti
Sphyrna gilberti is een vissensoort uit de familie van de hamerhaaien (Sphyrnidae). De wetenschappelijke naam van de soort is voor het eerst geldig gepubliceerd in 2013 door Quattro, Driggers, Grady, Ulrich & Roberts.